# Kekenboschia
Kekenboschia is een geslacht van wantsen uit de familie van de Reduviidae (Roofwantsen). Het geslacht werd voor het eerst wetenschappelijk beschreven door André Villiers in 1968.

## Soorten
Het genus bevat de volgende soorten:

- Kekenboschia celisi Villiers, 1976
- Kekenboschia ruwenzoriensis Villiers, 1968